# Illerkirchberg
Illerkirchberg – miejscowość i gmina w Niemczech, w kraju związkowym Badenia-Wirtembergia, w rejencji Tybinga, w regionie Donau-Iller, w powiecie Alb-Donau, siedziba związku gmin Kirchberg-Weihungstal. Leży w Górnej Szwabii, nad rzeką Iller (na przeciwległym brzegu leży Senden), przy granicy z Bawarią, ok. 10 km na południe od Ulm.